# زیردریایی یو-۳۱۸
زیردریایی یو-۳۱۸ (به انگلیسی: German submarine U-318) یک زیردریایی بود که طول آن ۶۷٫۱۰ متر (۲۲۰ فوت ۲ اینچ) بود. این زیردریایی در سال ۱۹۴۳ ساخته شد.